# Tag der Braunschweigischen Landschaft
Der Tag der Braunschweigischen Landschaft war ein Kulturfest im Braunschweiger Land, einer Region im Südosten des Landes Niedersachsen.
Bei dem Kulturfest präsentierten Kulturvereine, Kulturschaffende und Arbeitsgruppen des Landschaftsverbandes Braunschweigische Landschaft die kulturelle Vielfalt der traditions- und geschichtsreichen Region und stellten sie den bis zu 40.000 Besuchern vor.
Organisiert wurde der Tag der Braunschweigischen Landschaft von der ausrichtenden Kommune und vom Landschaftsverband Braunschweigische Landschaft e. V., zu dessen Mitgliedern die Gemeinden, Städte und Landkreise des ehemaligen Freistaats Braunschweig zählen. Der Landschaftstag stand in der Regel unter der Schirmherrschaft des niedersächsischen Ministerpräsidenten.

## Ausrichterstädte

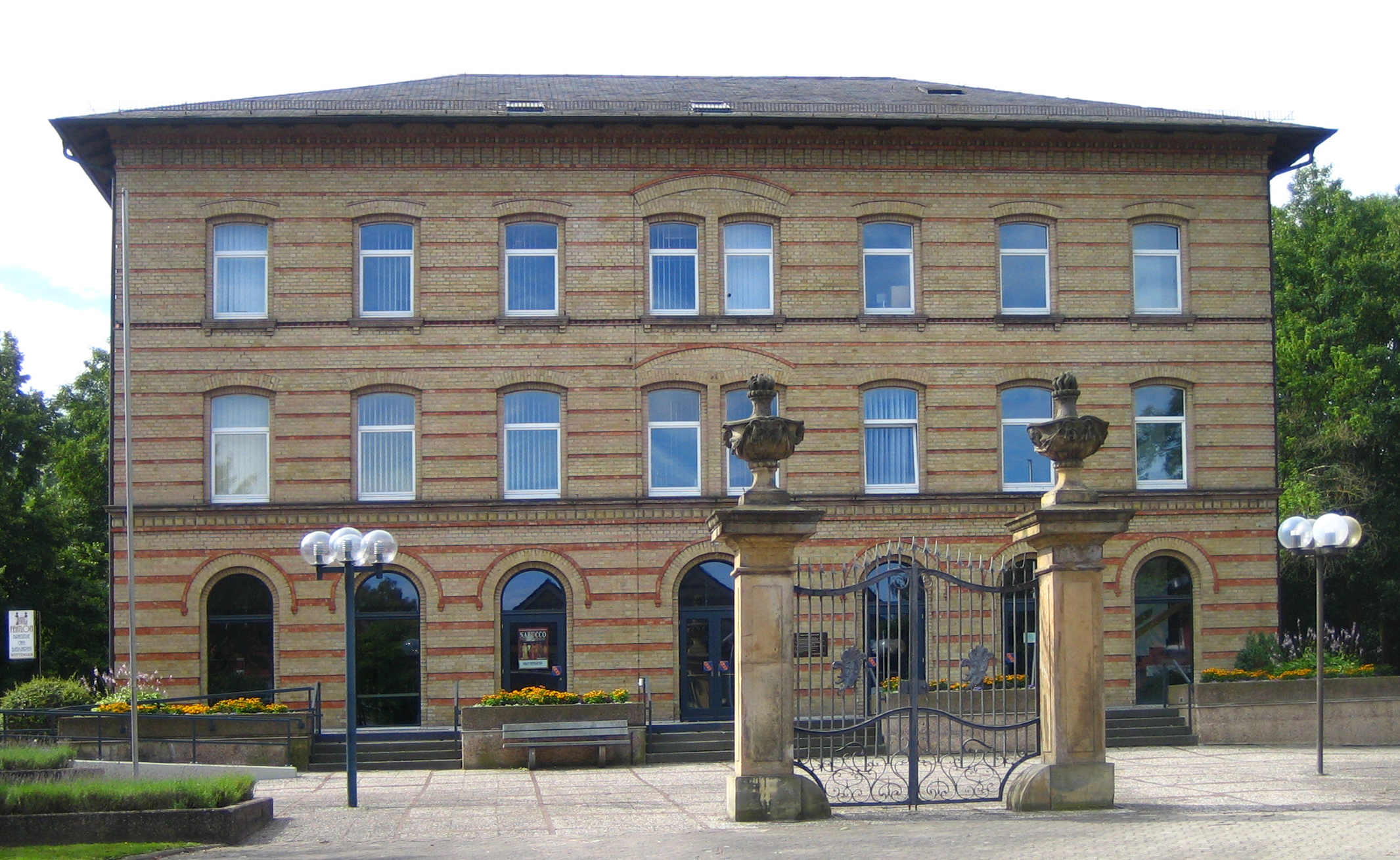
Ein Veranstaltungspunkt des 12. Tages der Braunschweigischen Landschaft 2014: Das historische Bürgerzentrum am Schlosspark in Vechelde

Der erste Landschaftstag fand im Jahr 1990 in der Stadt Blankenburg im heutigen Landkreis Harz im westlichen Sachsen-Anhalt statt. Veranstaltungsort des meist alle zwei Jahre stattfindenden Festes, ist jeweils eine andere Stadt oder Gemeinde.
- 1990: Blankenburg
- 1993: Salzgitter
- 1995: Peine
- 1997: Schöningen
- 1999: Hornburg
- 2001: Salzgitter
- 2004: Wolfsburg
- 2006: Ilsede
- 2008: Königslutter
- 2010: Wolfenbüttel
- 2012: Wolfsburg
- 2014: Vechelde

Zum Tag der Braunschweigischen Landschaft am 27. Juli 2014 in Vechelde, unter dem Motto „Heimat in einer globalen Welt“, kamen rund 10.000 Besucher. Zeitgleich gab es eine Ausstellung „Heimatfront“ in der Remise des Bürgerzentrums Vechelde, die von der Arbeitsgruppe Geschichte des Vereins organisiert wurde.
In den folgenden Jahren war keine Gemeinde der Braunschweigischen Landschaft bereit, einen weiteren Landschaftstag auszurichten. Der Landschaftsverband prüft zur Zeit alternative Möglichkeiten der Begegnung (Stand: 2017).